# Hexaoxotricyclobutabenzène
L'hexaoxotricyclobutabenzène est un composé organique de formule brute C12O6. C'est un oxyde de carbone, c'est-à-dire qu'il est constitué uniquement d'atomes de carbone et d'oxygène. Il peut être aussi vu comme la sextuple cétone du tricyclobutabenzène.
Il a été synthétisé en 2006 par l'équipe de Toshiyuki Hamura qui l'a caractérisé par son spectre RMN du 13C. Ces travaux ont été confirmés par Holger Butenschön en 2007.